# Callinicus quadrinotatus
Callinicus quadrinotatus är en tvåvingeart som först beskrevs av Jacques-Marie-Frangile Bigot 1878.  Callinicus quadrinotatus ingår i släktet Callinicus och familjen rovflugor.
Artens utbredningsområde är Kalifornien. Inga underarter finns listade i Catalogue of Life.